# Жас Алаш
«Жас Алáш» — право-консервативная общественно-политическая газета на казахском языке, основанная в 1921 году как советское издание левого толка. Во времена СССР выходила под названием «Лениншіл жас» («Ленинская молодёжь»). Выходит два раза в неделю.

## Первые годы
Газета основана 22 марта 1921 года одним из руководителей комсомольской организации Туркестанской АССР Гани Муратбаевым в Ташкенте — столице республики, он же стал главным редактором издания. Уже через полгода газета была закрыта советскими властями, посчитавшими, что на издание оказывает влияние националистическое, демократическое и антибольшевистское движение «Алаш».
Поскольку издание, которое было предназначено для казахской молодёжи Туркестанской АССР (охватывавшей в том числе юг Казахстана) и служило бы рупором туркестанской комсомольской организации, было всё же необходимо, с 1 сентября 1922 года был начат выпуск газеты «Жас кайрат» (редактор Е. Алдонгаров). Газета выходила примерно год, а с 1924 года на её основе был создан одноимённый журнал. Однако с 3 февраля 1925 года по 30 октября 1926 года сначала в Оренбурге, а потом в Кзыл-Орде возобновилось издание еженедельной газеты под прежним названием «Жас кайрат». Возрождённая газета знакомила читателей с новостями в стране и за рубежом. В разделе «Казахстанская молодёжь» публиковались статьи о деятельности местных молодёжных органов. Рубрика «В здоровом теле — здоровый дух» была посвящена медицине и спорту. Раздел «Хозяйство» пропагандировал переход с кочевого образа жизни на оседлый. В сентябре 1926 года, незадолго до закрытия, газета была преобразована в орган Казахстанского краевого и молодёжного комитета Сырдарьинской губернии.
Практически одновременно с указанными изданиями в 1922 году в Оренбурге — столице Киргизской АССР (охватывавшей в том числе Казахстана) — издавалась молодёжная газета «Ортен», быстро закрытая за неблагонадёжность. Вместо неё был предпринят выпуск журнала «Жас казах», а позднее (с 8 февраля 1924 года) создано приложение «Лениншил жас» при газете «Енбекши казак» (журнал казался недостаточно оперативным изданием), в следующем году выделенное в самостоятельную газету «Жас казах» (выходила чуть менее года).
В том же 1925 году произошло объединение журналов «Жас казак» и «Жас кайрат» в журнал под названием «Лениншил жас» (примерно в это же время перестало выпускаться одноимённое приложение), с ноября 1926 года ставший единственным изданием для молодёжи на казахском языке, и наконец 22 сентября 1927 года последний преобразован в одноимённую газету.

## «Лениншил жас»
В 1929 году газета сменила место издания, перебравшись в новую столицу республики — Алма-Ату. В январе 1931 года перешла с арабского письма на латиницу, а позднее и на кириллицу. С октября 1941 года издание газеты было приостановлено в связи с массовым уходом сотрудников на фронт, выпуск был возобновлён в сентябре 1945 года.
С наступлением «оттепели» содержание и внешний вид газеты стали более интересными, в результате чего повысилась популярность издания. «Это был год 1959-й, — вспоминал С. Бердикулов, тогда молодой журналист, а в будущем главный редактор газеты. — В тот год и без того популярная молодёжная газета „Лениншил жас“ была, можно сказать, в зените славы. И мне довелось видеть своими глазами, как ходили по рукам её истертые номера — в Мойынкумах в доме одного главбуха подшивку со знаменитой повестью читали одновременно при мне сразу четыре человека». В 1973 году газета была награждена орденом «Знак Почёта».

## В постсоветское время
В 1991 году сменила название на первоначальное — «Жас Алаш». В 2000 году была удостоена премии «Алтын Жулдыз» («Золотая звезда») как «Лучшая газета года». В этот период имела тираж около 50000 экз. (в советское время тираж доходил до 300 тысяч экземпляров) и выходила три раза в неделю.

## Главные редакторы
- Жусип, Нурторе Байтелесович
- Руслан Ербота
- Инга Иманбай
- Алмас Нүсіп